# 공하강
공하강(Dinocaridida 디노카리디다[*])은 고생대 캄브리아기 초에서 데본기 초까지 번성했던 멸종한 해양동물로, 대부분의 종이 캄브리아기 초중반에 걸친 지층에서 발굴되고 있다. 공하강의 학명은 그리스어 'deinos' 와 'caris'에서 온 것으로 '무서운 새우' , '혹은 무서운 게'라는 의미다. 겉보기에 갑각류와 비슷하고 이 그룹에 속한 동물들이 당시의 최상위 포식자라는 해석에서 나온 이름이다.
이 동물들의 화석은 지리적으로 널리 분포해 있으며 캐나다, 중국과 러시아의 캄브리아기 지층, 그리고 독일의 데본기 지층에서도 발견되었다.

## 특징
공하강에 속하는 동물들은 좌우대칭인 몸을 가지고 있으며 비광물화한 큐티클층으로 덮여 있고 몸은 크게 두 개의 부분으로 나뉜다. 머리는 체절화되어있지 않다. 머리 앞에는 부속지가 눈과 입 앞에 붙어있다. 이 전방부속지는 엽족동물의 다리와 마찬가지로 엽족 형태이며 연하고 절지화되어있다. 보통 쌍으로 꾸려져 있으나 오파비니아과의 경우, 두 부속지가 하나로 합쳐진 형태를 취하고 있다. 이 부위는 유조동물의 제1더듬이, 절지동물의 윗입술과 상동인 것으로 보고 있다. 반면 그 다음의 증거가 중대뇌의 기원(유조동물의 턱과 진절지동물의 더듬이 또는 협각, 대협지와 상동)임을 시사하기도 한다. 몸통은 여러 마디로 이루어져 있으며 마디마다 아가미를 겸하는 지느러미를 가지고 있다. 이 지느러미들은 위아래로 움직이며 마치 갑오징어처럼 몸을 앞으로 추진 이동을 가능케 한다. 새엽족류(gilled lobopodian)의 경우, 엽족이 각각의 지느러미 아래에 달려있기도 하다.

### 내부구조
공하강의 중장은 시베리온과 그 근연종들 및 진절지동물에서 볼 수 있는 것과 비슷한 소화샘들이 짝을 지어 줄을 이루고 있다. 공하강의 뇌는 진절지동물(뇌가 삼분할되어있음)보다 비교적 단순한 편이며, 1개의 뇌(전대뇌만. protocerebrum) 또는 뇌신경절 2개(전대뇌와 중대뇌)로 이루어져 있을 것으로 보고 있다.

## 분류
| † | 팜브델루리온 |
|   | 팜브델루리온 |
| † | 케리그마켈라과                                                                                                   |
|   | 케리그마켈라과                                                                                                   |
|   | \| † \| 오파비니아과 \| \| \| 오파비니아과 \| \| † \| 방사치목 \| \| \| 방사치목 \| \| \| 진절지동물 \| \| \| \| |
|   | |
| † | 오파비니아과 |
|   | 오파비니아과 |
| † | 방사치목 |
|   | 방사치목 |
|   | 진절지동물 |
|   | |

| † | 오파비니아과 |
|   | 오파비니아과 |
| † | 방사치목     |
|   | 방사치목     |
|   | 진절지동물   |
|   |              |

| † | 팜브델루리온 |
|   | 팜브델루리온 |
| † | 케리그마켈라과                                                                                                   |
|   | 케리그마켈라과                                                                                                   |
|   | \| † \| 오파비니아과 \| \| \| 오파비니아과 \| \| † \| 방사치목 \| \| \| 방사치목 \| \| \| 진절지동물 \| \| \| \| |
|   | |
| † | 오파비니아과 |
|   | 오파비니아과 |
| † | 방사치목 |
|   | 방사치목 |
|   | 진절지동물 |
|   | |

| † | 오파비니아과 |
|   | 오파비니아과 |
| † | 방사치목     |
|   | 방사치목     |
|   | 진절지동물   |
|   |              |

| † | 팜브델루리온 |
|   | 팜브델루리온 |
| † | 케리그마켈라과                                                                                                   |
|   | 케리그마켈라과                                                                                                   |
|   | \| † \| 오파비니아과 \| \| \| 오파비니아과 \| \| † \| 방사치목 \| \| \| 방사치목 \| \| \| 진절지동물 \| \| \| \| |
|   | |
| † | 오파비니아과 |
|   | 오파비니아과 |
| † | 방사치목 |
|   | 방사치목 |
|   | 진절지동물 |
|   | |

| † | 오파비니아과 |
|   | 오파비니아과 |
| † | 방사치목     |
|   | 방사치목     |
|   | 진절지동물   |
|   |              |

| † | 팜브델루리온 |
|   | 팜브델루리온 |
| † | 케리그마켈라과                                                                                                   |
|   | 케리그마켈라과                                                                                                   |
|   | \| † \| 오파비니아과 \| \| \| 오파비니아과 \| \| † \| 방사치목 \| \| \| 방사치목 \| \| \| 진절지동물 \| \| \| \| |
|   | |
| † | 오파비니아과 |
|   | 오파비니아과 |
| † | 방사치목 |
|   | 방사치목 |
|   | 진절지동물 |
|   | |

| † | 오파비니아과 |
|   | 오파비니아과 |
| † | 방사치목     |
|   | 방사치목     |
|   | 진절지동물   |
|   |              |

| † | 팜브델루리온 |
|   | 팜브델루리온 |
| † | 케리그마켈라과                                                                                                   |
|   | 케리그마켈라과                                                                                                   |
|   | \| † \| 오파비니아과 \| \| \| 오파비니아과 \| \| † \| 방사치목 \| \| \| 방사치목 \| \| \| 진절지동물 \| \| \| \| |
|   | |
| † | 오파비니아과 |
|   | 오파비니아과 |
| † | 방사치목 |
|   | 방사치목 |
|   | 진절지동물 |
|   | |

| † | 오파비니아과 |
|   | 오파비니아과 |
| † | 방사치목     |
|   | 방사치목     |
|   | 진절지동물   |
|   |              |

| † | 팜브델루리온 |
|   | 팜브델루리온 |
| † | 케리그마켈라과                                                                                                   |
|   | 케리그마켈라과                                                                                                   |
|   | \| † \| 오파비니아과 \| \| \| 오파비니아과 \| \| † \| 방사치목 \| \| \| 방사치목 \| \| \| 진절지동물 \| \| \| \| |
|   | |
| † | 오파비니아과 |
|   | 오파비니아과 |
| † | 방사치목 |
|   | 방사치목 |
|   | 진절지동물 |
|   | |

| † | 오파비니아과 |
|   | 오파비니아과 |
| † | 방사치목     |
|   | 방사치목     |
|   | 진절지동물   |
|   |              |

| † | 팜브델루리온 |
|   | 팜브델루리온 |
| † | 케리그마켈라과                                                                                                   |
|   | 케리그마켈라과                                                                                                   |
|   | \| † \| 오파비니아과 \| \| \| 오파비니아과 \| \| † \| 방사치목 \| \| \| 방사치목 \| \| \| 진절지동물 \| \| \| \| |
|   | |
| † | 오파비니아과 |
|   | 오파비니아과 |
| † | 방사치목 |
|   | 방사치목 |
|   | 진절지동물 |
|   | |

| † | 오파비니아과 |
|   | 오파비니아과 |
| † | 방사치목     |
|   | 방사치목     |
|   | 진절지동물   |
|   |              |

| † | 팜브델루리온 |
|   | 팜브델루리온 |
| † | 케리그마켈라과                                                                                                   |
|   | 케리그마켈라과                                                                                                   |
|   | \| † \| 오파비니아과 \| \| \| 오파비니아과 \| \| † \| 방사치목 \| \| \| 방사치목 \| \| \| 진절지동물 \| \| \| \| |
|   | |
| † | 오파비니아과 |
|   | 오파비니아과 |
| † | 방사치목 |
|   | 방사치목 |
|   | 진절지동물 |
|   | |

| † | 오파비니아과 |
|   | 오파비니아과 |
| † | 방사치목     |
|   | 방사치목     |
|   | 진절지동물   |
|   |              |

"
공하강은 분류상의 위치가 분명하지 않긴 하지만 줄기군 절지동물인 것으로 보인다. 최근의 연구에서 이들은 엽족동물에 속하는 동물들과 함께 분류한다.
일부 저자들은 그보다는 다른 분류적 특성(예: 환신경동물 근연)을 제시하나, 대부분의 계통학적 연구에서 공하류가 절지동물의 줄기군임을 보여준다. 이 가설 하에, 공하강은 진절지동물 또는 중지동물에 비하면 다계통군이고 절지동물 계통 중 엽족동물 출신으로도 보고 있다. 보통 엽족동물의 특성(엽족, 환절)을 가지는 기엽족류인 팜브델루리온속과 케리그마켈라속은 초기 분류에 위치하는 반면, 오파비니아과 및 라디오돈타목은 관절화 및 머리경판 등의 의미심장한 절지동물의 특성을 가지고 있어  좀 더 많이 분화되어 있고 절지동물 왕관군과 매우 연관이 있다.
과거에 공하강은 오파비니아과와 라디오돈타목으로 구성되어 있었다. 의심스러운 분류군을 제외하면 (예: 오파비니아과로 추정되는 미오스콜렉스(Myoscolex)), 전자는 오파비니아만 발견된 반면, 모든 라디오돈트목은 단일 과(아노말로카리스과)로 분류되었다. 후속 연구로 기엽족류인 팜브델루리온과 케리그마켈라도 공하류로 취급되었고, 오파비니아과의 우타우로라 및 미에리두린이 새로이 기재되었으며, 파르비델루스(Parvibellus. 시베리온 및 그와 비슷한 류의 아성체일 가능성이 크다.) 같은 특이하게 생긴 공하류, 많은 라디오돈타류가 다른 새로운 과(암플렉토벨루아과, 타미시오카리스과 및 후르디아과)로 재편성되었고, 신설 과인 케리그마켈라과가 명명되었다.